# 胎臚
胎臚（たいろ）は、古代中国の産科婦人科・小児科の書である。
後漢から三国時代にかけての書である『傷寒論』序文に胎臚の名がみられる。『傷寒論』序文には、「感往昔之淪喪　傷横夭之莫救　乃勤求古訓　博采衆方　撰用『素問』　『九巻』　『八十一難』　『陰陽大論』　『胎臚』　『薬録』　并『平脈辨証』　為『傷寒雑病論』　合十六巻」との記載される。
江戸期の山田図南は『傷寒論集成』の中で『太平御覧』七百二十二に引用する「張仲景方序曰、衛汎好醫術、少師仲景、有才識、撰『四逆三部厥経』及『婦人胎蔵経』『小児顱顖方』三巻」を引き、「いわゆる胎臚とは婦人小児の義である」と指摘する。
また、幕末の考証学者の森立之は、『傷寒論攷注』の中で「胎臚とは胎臚経・胎臚方という婦児方書の名である。胎臚というのは『素問』といって『素問経』と云わず、『八十一難』といって『八十一難経』といわないのと同じ例で、文を省いている」と指摘している。
この『傷寒論』序文の部分を胎臚薬録とつなげて読む説があるとする人もいる。。